# あべかつのり
あべ かつのり（1962年2月10日 - ）は、岩手県出身の俳優。身長177cm、体重68kg、バスト98cm、ウェスト72cm、ヒップ83cm、靴サイズ26cm。趣味は筋力トレーニング/茶道/草野球/水泳、特技はタップダンス/東北弁。たむらプロ所属。

## 出演

### テレビドラマ

#### NHK
- 刑事の現場（2008年） - 清水刑事
- 土曜ドラマ 夏目漱石の妻（2016年） - 警官

#### テレビ朝日
- 帰ってきた時効警察 第1話
- 土曜ワイド劇場 山田太一ドラマスペシャル まだそんなに老けてはいない

〜山田太一が贈る熟年夫婦の物語〜団塊100万人が定年!?熟年・不倫・リストラ"生きる"涙と感動の結末!
- 相棒 season23 第7話（2024年12月11日） - 板倉正継 役

#### TBS系列
- 日曜劇場 鉄板少女アカネ!! 第1話
- 金曜ドラマ 美男ですね第6話
- 月曜名作劇場
  - 「十津川警部シリーズ (内藤剛志)5」（2018年） - 徳島医師

#### フジテレビ系列
- NY語
- 海猿 - 安辺主任 役

##### 金曜エンタテイメント
- 仕置代理人 鏡俊介の痛快事件簿 - 守屋刑事 役
- 無医村に花は微笑む - 熊井 役

#### 日本テレビ系列
- 昨日、悲別で
- パンドラの果実 科学犯罪捜査ファイル Season1 第6話（2022年5月28日） - 志村誠二 役

#### テレビ東京系列
- 19borders3 第38話
- 恋愛セレブ

#### WOWOW
- 黒い春

### 映画
- 亡国のイージス - 近藤昌宏 役
- ワイルド・スピードX3 TOKYO DRIFT
- 夜明けまで

#### ショートムービー
- 拳の記憶 - フィギュア好きの男 役

### CM
- サロンパス
- ほね元気
- コーセー化粧品
- アサヒチャージ
- ユニバーサル証券
- U.S.Aエクスペリエンス
- 東海メガネコンタクト
- ニコレット

### 舞台
- JIRO-CHO
- 清水の次郎長外伝〜恋女房お蝶の奮闘記〜
- カンカンキネマ